# روبرت موريس (رسام)
روبرت موريس (بالإنجليزية: Robert Morris)‏ هو نحات ورسام أمريكي، ولد في 9 فبراير 1931 في كانساس سيتي في الولايات المتحدة، وتوفي في 28 نوفمبر 2018 في كينغستون في الولايات المتحدة بسبب مرض.

## وصلات خارجية
- روبرت موريس على موقع الموسوعة البريطانية (الإنجليزية)
- روبرت موريس على موقع مونزينجر (الألمانية)
- روبرت موريس على موقع ديسكوغز (الإنجليزية)